# Кухня (сезон 4)
«Кухня» — российский комедийный сериал. Производство «Keystone Production» и «Yellow, Black and White» по заказу СТС. Сериал повествует о разных комичных и драматичных ситуациях внутри коллектива элитного ресторана французской кухни «Claude Monet» (Клод Моне), с 5 сезона — ресторана «Victor» (Виктор). Четвёртый сезон транслировался с 13 октября по 19 ноября 2014 года на телеканале СТС, вышло 20 эпизодов.

## Сюжет
В этом сезоне героев ждут новые события, неожиданные сюжетные повороты, а также новые персонажи. Среди новых героев — Денис, музыкант из Воронежа, «брат» Макса, который привносит новые нотки в отношения Вики и Макса. После увольнения Виктора Петровича  из-за его выходки новым шефом Claude Monet становится Герман Михайлович, а сам Шеф вместе с Лёвой переходит работать в Arcobaleno. Позже на кухню возвращается Катя, у Дэна появляется симпатия к ней.

## Актёрский состав
- Дмитрий Назаров — Виктор Петрович Баринов, бывший шеф-повар ресторана «Claude Monet», отец Кати. Су-шеф/повар/су-шеф/шеф-повар ресторана Arcobaleno. Обладатель чрезвычайно скверного характера. Имеет пристрастие к алкоголю и азартным играм. Страстный болельщик футбольной команды Спартак. В 61 серии был уволен из Claude Monet за публичную критику в адрес Нагиева, попавшую в телеэфир. После увольнения переходит в Arcobaleno и придумывает план, как выгнать Германа из ресторана. В 80 серии участвовал в ТВ-шоу Нагиева за право стать шеф-поваром Claude Monet, которое проиграл в финале, после чего вместе со своей командой поваров уходит в другой ресторан.
- Дмитрий Нагиев — Дмитрий Владимирович Нагиев, хозяин ресторана «Claude Monet», который выкупил себе обратно при помощи денег Родиона Громова. В 61 серии уволил Баринова из ресторана за публичную критику в свой адрес, попавшую в телеэфир.
- Михаил Башкатов — Денис Андреевич Крылов, музыкант из Воронежа, друг детства Макса, притворялся его братом. Стал поваром-заготовщиком в ресторане Claude Monet и через некоторое время начал встречаться с Катей. В 80 серии вместе с Виктором Петровичем уходит в другой ресторан.
- Марк Богатырёв — Максим Леонидович Лавров, бывший муж Вики. Работал поваром в ресторане, но в 72 серии уехал в Санкт-Петербург.
- Елена Подкаминская — Виктория Сергеевна Гончарова, директор ресторана «Claude Monet». Жена Макса, но В 72 серии их отношения в очередной раз прервались — она выгнала Макса из дома, застав его целующимся с Сашей. После этого за ней долго ухаживал новый шеф-повар Герман. Участвовала в осуществлении плана по увольнению Германа.
- Валерия Федорович — Екатерина Викторовна Семёнова (Катя), новый су-шеф ресторана, старшая дочь Виктора Петровича Баринова. Свободно владеет французским языком. Вернулась в ресторан, чему все были очень рады. Начала встречаться с Денисом. В 80 серии вместе с Виктором Петровичем уходит в другой ресторан.
- Виктор Хориняк — Константин Константинович Анисимов, бармен ресторана, муж Насти, отец Стёпы.
- Ольга Кузьмина — Анастасия Степановна Анисимова, официантка ресторана, жена Кости, мать Стёпы.
- Сергей Епишев — Лев Семёнович Соловьёв (Лёва), бывший су-шеф ресторана Claude Monet, су-шеф/повар/су-шеф ресторана Arcobaleno. Живёт с мамой и шефом, а также страдает заиканием. После появления нового шеф-повара Лёва уходит в Arcobaleno к Виктору Петровичу. В 80 серии участвовал в ТВ-шоу Нагиева за право стать шеф-поваром Claude Monet, которое проиграл (отдав своё место во втором туре Виктору Петровичу), после чего вместе с Виктором Петровичем уходит в другой ресторан.
- Сергей Лавыгин — Арсений Андреевич Чуганин (Сеня), повар-универсал, специалист по мясу. Лучший друг Феди. Был стукачом Германа, но позже потерял к нему уважение. Участвовал в осуществлении плана по увольнению Германа. В 80 серии участвовал в ТВ-шоу Нагиева за право стать шеф-поваром Claude Monet, которое проиграл, после чего вместе с Виктором Петровичем уходит в другой ресторан.
- Михаил Тарабукин — Фёдор Михайлович Юрченко (Федя), повар-универсал, специалист по рыбе. Лучший друг Сени. Участвовал в осуществлении плана по увольнению Германа. В 80 серии участвовал в ТВ-шоу Нагиева за право стать шеф-поваром Claude Monet, которое проиграл, после чего вместе с Виктором Петровичем уходит в другой ресторан.
- Никита Тарасов — Луи Бенуа (Луи), повар-кондитер, француз из Прованса с нетрадиционной ориентацией. Участвовал в осуществлении плана по увольнению Германа. В 80 серии вместе с Виктором Петровичем уходит в другой ресторан.
- Марина Могилевская — Елена Павловна Соколова, шеф-повар ресторана-конкурента Arcobaleno. Встречалась с Виктором Петровичем Бариновым. Позже отдала ему место шеф-повара своего ресторана. В 80 серии участвовала в ТВ-шоу Нагиева за право стать шеф-поваром Claude Monet, которое проиграла.
- Игорь Верник — Герман Михайлович Ланд, новый шеф-повар ресторана Claude Monet, сразу не понравился всему персоналу. Позже был уволен.
- Жаныл Асанбекова — Айнура Жаннатбековна Кененсарова, уборщица-посудомойка из Бишкека, столицы Киргизии. Работает без разрешения на работу уже несколько лет. Некоторое время была влюблена в Германа. В 80 серии вместе с Виктором Петровичем уходит в другой ресторан.
- Анна Бегунова — Марина Антоновна Чуганина, жена Сени, экономист и менеджер.
- Эльберд Агаев — Тимур Давидович, поставщик продуктов, старый знакомый Виктора Петровича Баринова, этнический осетин.
- Екатерина Кузнецова — Александра Бубнова, бывшая официантка. В 72 серии сыграла свадьбу в Claude Monet, во время которой она поцеловала Макса на глазах у Вики.
- Ирина Темичева — Ева Белецкая, официантка ресторана Claude Monet. В 74 серии переспала с Виктором Петровичем, после чего соврала ему, что беременна. Обман был раскрыт, но без особых последствий.
- Елена Чернявская — Ангелина Ярославовна Смирнова, хостес ресторана Claude Monet.
- Юлия Такшина — Татьяна Сергеевна Гончарова, бывшая жена Виктора Петровича, мать Алисы, родная сестра Вики.
- Алиса Панченко — Алиса Викторовна Баринова, дочь Виктора Петровича и Татьяны, племянница Вики.
- Людмила Максакова — Вера Ивановна Соловьёва, мама Лёвы, врач-кардиолог.
- Александр Ильин — Степан Андреевич Фомин, отец Насти, хозяин колбасного завода в Подмосковье.
- Татьяна Филатова — Галина Фомина, мать Насти.

### В эпизодах
- Алексей Колган — Николай Андреевич, владелец ресторана Arcobaleno и друг Нагиева
- Заурбек Байцаев — Сослан, племянник и помощник Тимура
- Кристина Чичерина — Виолетта, официантка ресторана Claude Monet
- Антон Момот — Олег, официант ресторана Claude Monet.
- Алёна Мордовина — Елизавета, официантка ресторана Claude Monet
- Евгений Серов — режиссёр, снимающий телепередачу о Баринове (61)
- Эдуард Рябинин — бандит из Воронежа, из-за которого Денису пришлось уехать, так как тот застукал его со своей женой (62)
- Яна Кошкина — Кристина, жена бандита из Воронежа, с которой он застукал Дениса (62)
- Александр Сибирцев — Михаил, су-шеф/повар ресторана Arcobaleno
- Баин Бовальдинов — Канат Дамирович Макенбаев, повар ресторана Arcobaleno. По национальности киргиз, благодаря Баринову получил российское гражданство (4 сезон)
- Сергей Рудзевич — повар ресторана Claude Monet, которого хотел уволить Макс (65)
- Андрей Гусев — Владимир, друг Баринова, шеф-повар (66)
- Светлана Коломацкая — Мария, жена Владимира (66)
- Алексей Багдасаров — Гавриил Ильич, актёр экспериментального театра «Синий кот». Представился Нагиеву, как заместитель Никиты Михалкова в Союзе кинематографистов по просьбе Баринова (67)
- Игорь Старосельцев — приятель Гавриила Ильича и Виктора Петровича, актёр экспериментального театра «Синий кот», изображал Никиту Михалкова во время разговора с Нагиевым по телефону (67)
- Александр Стефанцов — Роман, дизайнер (68)
- Михаил Скачков и Денис Старков — полицейские, которых вызвал Герман (69)
- Максим Мальцев — Павел, кондитер ресторана Arcobaleno (4 сезон)
- Пак Хёк Су — император галактики (70)
- Юлия Франц — гостья ресторана, с которой пришёл Нагиев (71)
- Игорь Коровин — лифтёр (71)
- Павел Абраменков — Михаил, жених Саши (72)
- Софья Каштанова — заказчица собачьего банкета (73)
- Кирилл Радциг — гость благотворительного фуршета (74)
- Антонина Паперная — Лилия, подруга и соперница Кати (77)
- Кирилл Рубцов — Эрнест, муж Лилии (77)
- Дарья Чаруша — пианистка (77)
- Алина Алексеева — бывшая возлюбленная Германа, официантка ресторана в Риге (78)
- Дмитрий Воздвиженский — Маркус, повар ресторана в Риге, которого избил Герман (78)
- Мария Саффо — Оксана Смирнова, победительница шоу Дмитрия Нагиева «Шеф-повар» и впоследствии шеф-повар ресторана «Claude Monet» (79, 80)
- Константин Ивлев, Юрий Рожков и Гаяне Бреиова — участники шоу Дмитрия Нагиева «Шеф-повар» (80)
- Сергей Беляев — Михаил Кочетков, ресторанный критик, член жюри (80)
- Алла Семёнова — Виктория Орлова, президент ассоциации рестораторов России, член жюри (80)

## Описание серий
| № серии | Описание серии | Премьера        |
| ------- | --- | --------------- |
| 1 (61)  | Макс и Вика привыкают к совместному семейному быту. Шеф становится героем телевизионной программы, которую снимают непосредственно на кухне ресторана. Из-за этого у Шефа возникает конфликт с Нагиевым. Костя с Настей не могут уединиться из-за капризов сына. Нагиеву предлагают роль Наполеона.                                                                                              | 13 октября 2014 |
| 2 (62)  | В гости к Максу и Вике неожиданно приезжает сводный брат Макса, Денис, и просится ненадолго пожить. Они пытаются устроить его на работу. Нагиев ищет нового шеф-повара вместо уволенного Виктора Петровича. Вечером Шеф в нетрезвом состоянии сбивает Нагиева на машине. | 13 октября 2014 |
| 3 (63)  | Елена выручает Баринова из КПЗ, но на определённых условиях. Нагиев представляет сотрудникам нового шефа, который тут же решает провести аттестацию. | 14 октября 2014 |
| 4 (64)  | Вика очень хочет завести ребёнка, но Макс всё время разрывается между женой и проблемами брата. Виктор Петрович осваивается в новом коллективе. | 15 октября 2014 |
| 5 (65)  | Вика требует, чтобы Макс попросил Дениса съехать из их квартиры. Макс хочет получить место су-шефа вместо ушедшего Лёвы. А Лёва на новом месте пытается справиться с Виктором Петровичем. | 16 октября 2014 |
| 6 (66)  | Виктор встречает своего старого друга, который хочет прийти в ресторан на обед. Виктор не признаётся, что он больше не шеф-повар, и ему приходится выкручиваться из этой ситуации. Макс ссорится с Викой и решает устроить «примирительный ужин», для чего берёт из ресторанного бара бутылку вина, оказавшегося дико дорогим.                                                                   | 20 октября 2014 |
| 7 (67)  | В ресторан приходит представитель Союза кинематографистов, чтобы заказать банкет. Нагиев вынужден просить Виктора Петровича вернуться на один вечер в «Клод Моне». Виктор соглашается, но на своих условиях. | 21 октября 2014 |
| 8 (68)  | В гости к Максу приезжает его мама. Из-за этого Денис вынужден съехать. Сеня сдаёт Денису комнату, чтобы, наконец, исполнить свою мечту: купить лодку. Баринов подозревает, что Елену хотят уволить. | 22 октября 2014 |
| 9 (69)  | Костя просит Макса и Вику посидеть с сыном, но Вику срочно вызывают в ресторан, и Максу приходится остаться с ребёнком одному. Герман заявляет в полицию о краже в ресторане — пропал медный сотейник. | 23 октября 2014 |
| 10 (70) | Работники ресторана фантазируют, какой фильм про ресторан им хотелось бы посмотреть. У Сени получается боевик, у Феди — эротика, у Насти — фильм про зомби, а у Шефа — фантастика. | 27 октября 2014 |
| 11 (71) | Виктор строит козни шефу из соседнего ресторана. Вика и Макс ругаются из-за того, что Макс ведёт себя не по-мужски. Костя пытается стать сомелье. Нагиев берёт Дениса на полставки музыкантом в ресторан. | 28 октября 2014 |
| 12 (72) | Баринов находит в рыбе бриллианты. Саша вернулась в Москву с женихом и планирует отметить свадьбу в ресторане. На свадьбе Саша целует Макса на глазах у Вики, и Максим вынужденно уезжает к другу в Петербург. | 29 октября 2014 |
| 13 (73) | Вика не показывает своих чувств из-за расставания с Максом. Катя — дочь Виктора Петровича — возвращается в ресторан «Клод Моне», где в этот же день празднуют день рождения пса. Пользуясь случаем, Баринов подкидывает туда кошку и подставляет свою дочь. | 30 октября 2014 |
| 14 (74) | Герман пытается ухаживать за Викторией и решает прибегнуть к хитрости. У Виктора Петровича день рождения, но запланированное празднование оказывается под угрозой срыва. Катя обнаруживает в ресторане недостачу продуктов. | 10 ноября 2014  |
| 15 (75) | После юбилея Виктора Петровича многие просыпаются не одни. Герман — с Айнурой, Катя — с Денисом, а Баринов — с подругой своей дочери, официанткой Евой. Вечером в ресторане должно состояться шоу-китчен молекулярной кухни, а у Кати пропали важные ингредиенты. Денис вызывается помочь ей. | 11 ноября 2014  |
| 16 (76) | Денис пытается заслужить у Шефа разрешение встречаться с его дочерью. Лёва приготовил подарок-сюрприз маме на юбилей. Настя предлает Косте записаться на курсы сомелье, но от этого он начинает постоянно пить. Герман предлагает провести в ресторане корпоратив в стиле Хэллоуина, на что все согласны. Затем он серьёзно подставляет Вику перед Нагиевым, но вскоре спасает её от увольнения. | 12 ноября 2014  |
| 17 (77) | Ева сообщает Виктору Петровичу, что ждёт ребёнка. Катя встречает подругу детства, которая уже вышла замуж, и решает сказать, что у неё тоже скоро свадьба. Герман продолжает свои попытки завоевать Викторию. | 13 ноября 2014  |
| 18 (78) | Катя и Денис начинают встречаться. Федя с Сеней находят в Интернете видео, где видно, как Герман жестоко избивает повара. Вскоре выясняется, что у Германа есть проблемы с психикой, из-за чего он постоянно пьёт успокоительное. Тогда команда поваров вместе с Шефом решают избавиться от Германа.                                                                                             | 17 ноября 2014  |
| 19 (79) | Нагиев в своём ресторане устраивает кулинарное шоу «Шеф-повар», в котором очень хочет поучаствовать Виктор Петрович. Денису снятся кошмары. Настя хочет второго ребёнка. | 18 ноября 2014  |
| 20 (80) | В финал шоу Нагиева выходят два кандидата: Виктор Баринов и Оксана Смирнова. Катя чуть не расстаётся с Денисом, но всё разрешается. Вика узнаёт, что ждёт ребёнка от Макса. Виктор Петрович проигрывает шоу сопернице и решает открыть собственный ресторан. | 19 ноября 2014  |